# Janet Rowley
Pour les articles homonymes, voir Rowley.
Janet Rowley, née Janet Davison, "JD Rowley", est une scientifique et médecin généticienne américaine, née le 5 avril 1925 à New York et qui a vécu principalement à Chicago, dans l'Illinois. Elle y est morte le 17 décembre 2013.
Par ses travaux, elle a eu une influence décisive au XXe siècle sur les recherches sur les cancers et sur la compréhension des processus à l'origine de cancers. C'est l'une des premières personnes à avoir démontré qu'une translocation chromosomique peut provoquer une leucémie ainsi que de très nombreux autres cancers.
Elle a été professeur à l'université de Chicago.

## Biographie
Née en 1925 à New York, elle épouse en 1948, à 23 ans, le médecin Donald Rowley et obtient son doctorat en médecine à l'université de Chicago. Elle devient en 1951 médecin traitant en milieu hospitalier tout en continuant des recherches. À partir de 1955, elle enseigne la neurologie à l'école de médecine de l'université de l'Illinois. Elle apprend en 1961 la cytogénétique dans l'unité de génétique de Marco Fraccaro au Medical Research Council à Oxford. De retour à Chicago en 1962, elle utilise un photomicroscope pour étudier les chromosomes dans le département d'hématologie de l'université de Chicago. Lors d'une nouvelle visite à Oxford en 1970, elle apprend les techniques de chromosome banding (marquage en bandes).
Janet Rowley est la première à décrire la translocation récurrente t(8;21)(q22;q22) dans les leucémies aiguës myéloïdes au début de 1972, ainsi que la translocation t(15;17)(q24;q21), qui est pathognomonique de la leucémie aiguë promyélocytaire, en 1977.
Dès 1960, Peter Nowell et David Hungerford - ainsi que Albert G. Baikie et d'autres - avaient décrit une anomalie chromosomique, associée à la leucémie myéloïde chronique (LMC), le Chromosome de Philadelphie,,. En 1973, Janet Rowley découvre que ce fameux chromosome de Philadelphie est la conséquence d'une translocation entre les chromosomes 9 et 22, la t(9;22)(q34;q11),,.
Elle devient professeur en hématologie en 1977 et pilote des recherches. C'est son groupe de recherche qui clone le point de cassure de la t(8;21) ci-dessus nommée et les gènes impliqués: AML1 et ETO (maintenant appelés RUNX1 et RUNX1T1).
Au cours des années qui suivent, de nombreux points de cassure de translocations sont clonés et les oncogènes impliqués sont identifiés. C'est ainsi que la cytogénétique est à l'origine de la découverte d'un très grand nombre de gènes du cancer (gènes normaux, nécessaires à la vie, mais qui, remaniés, peuvent provoquer le cancer : tout cancer passe par un/des évènements génétique(s)). « Les travaux de Janet Rowley ont établi que le cancer est une maladie génétique », déclare Mary-Claire King, professeur de sciences du génome et de médecine à la faculté de médecine de l'université de Washington (citée par Goss et Le Beau). « Ses travaux et ceux de ses collègues ont permis de reconnaître que les anomalies chromosomiques étaient associées à des sous-types distincts de leucémie et de lymphome [et des tumeurs solides, poumon, sein, etc.] et qu'elles avaient une valeur pronostique. ».
La connaissance des gènes du cancer (par exemple l'identification de la fusion BCR::ABL1 dans la t(9;22)) permet de plus le développement de thérapies ciblées avec l'introduction, par exemple, des inhibiteurs de la tyrosine kinase ABL1 pour le traitement de la leucémie myéloïde chronique (LMC), ce qui a transformé les perspectives de survie des patients atteints de LMC. Il en est de même pour la leucémie aiguë promyélocytaire, la découverte de Janet Rowley a permis de mettre en évidence le mécanisme d'un médicament efficace: l'acide rétinoïque, qui rétablit la fonction normale de son récepteur protéique RARA.
Janet Rowley est auteur ou co-auteur de 416 articles scientifiques référencés par PubMed. Elle et son équipe, son laboratoire, ont transformé la compréhension des cancers par les scientifiques. Ils ont ouvert la voie à de nouvelles recherches, et ont été à l'origine de nombreuses autres avancées, tel le clonage d'un gène très important, commun à de nombreuses translocations impliquant 11q23; elle a appelé ce gène MLL, pour leucémie myéloïde-lymphoïde (aujourd'hui connu sous le nom de KMT2A), conduisant finalement à l'émergence de la recherche sur les lysines méthyltransférases dans le cancer.
Elle et son équipe ont aussi travaillé sur TET1, les micro-ARN, les leucémies aiguës secondaires, etc.
En 2009, elle reçoit du président Barack Obama la prestigieuse médaille présidentielle de la Liberté, la plus haute distinction qui puisse être accordée à un civil aux États-Unis,,.
Enfin, les gens qui ont travaillé avec elle lui reconnaissent des qualités d'humilité et de gentillesse : « Clearly, humility and graciousness were qualities ascribed to Janet. She once said, “Looking down a microscope at banded chromosomes is not rocket science. If I had not found it, someone else would have.” », rapportent Goss et Le Beau.
Elle meurt le 17 décembre 2013, à l'âge de 88 ans d'un cancer de l'ovaire à son domicile à Chicago.

## Distinctions

### Prix
- 1988 : Prix international roi Fayçal (en) dans la catégorie médecine
- 1989 : Prix William Procter pour les réalisations scientifiques (en)[19]
- 1989 : Prix Charles Mott (en)
- 1991 : Prix William-Allan[20]
- 1996 : Prix Gairdner[21]
- 1998 : Prix Albert-Lasker pour la recherche médicale clinique[22],[23]
- 1998 : National Medal of Science[24]
- 2003 : Médaille Mendel (es) de l'Université Villanova[25]
- 2003 : Médaille Benjamin Franklin (en) de la Société américaine de philosophie[26]
- 2009 : Médaille présidentielle de la Liberté, remise par le Président des États-Unis Barack Obama[27].
- 2009 : Prix Gruber de génétique
- 2010 : Médaille Jessie Stevenson Kovalenko (en)[28]
- 2010 : Prix Pearl Meister Greengard[29]
- 2010 : Prix de l'AACR (en) dans la lutte contre le cancer.
- 2012 : Prix japonais[30],[31].
- 2013 : Albany Medical Center Prize

### Sociétés savantes
- 1984 : Membre de l'Académie nationale des sciences[32]
- Membre de la Société américaine de philosophie

### Honneurs
- 2002 : Discover la place dans le Top 50 des femmes scientifiques les plus importantes du monde[33]
- 2017 : National Women's Hall of Fame à titre posthume[34].

Elle a reçu un minimum de 14 Doctorat honoris causa :
- 2008 : Université Harvard[35]